# Mel Smith
Pour les articles homonymes, voir Smith.
Mel Smith,  né le 3 décembre 1952 à Chiswick (Royaume-Uni) et mort le 19 juillet 2013, est un acteur, réalisateur, scénariste et producteur britannique.

## Filmographie

### Acteur
- 1976 : The Hills of Heaven
- 1978 : Le Seigneur des anneaux (The Lord of the Rings)
- 1979 : Bloody Kids de Stephen Frears : Disco 1
- 1979-1982 : Not the Nine O'Clock News (série télévisée) : Personnages variés (épisodes non précisés)
- 1980 : Babylon : Alan
- 1980 : Smith and Goody (série télévisée) : Personnages variés
- 1982 : Muck and Brass (série télévisée) : Tom Craig
- 1983 : Bullshot de Dick Clement : Crouch
- 1983 : Slayground de Terry Bedford : Terry Abbatt
- 1985 : Les Débiles de l'espace (Morons from Outer Space) de Mike Hodges : Bernard
- 1985 : Number One (TV) : Billy Evans
- 1985 : Restless Natives de Michael Hoffman : Pyle
- 1985 : Bonjour les vacances II (European Vacation) d'Amy Heckerling : Hotel Manager
- 1987 : Princess Bride (The Princess Bride) de Rob Reiner : The Albino
- 1987 : The Home-Made Xmas Video (TV)
- 1987 : The World According to Smith & Jones (série télévisée) : Mel (1987-1988)
- 1988 : Colin's Sandwich (série télévisée) : Colin Watkins (unknown episodes)
- 1989 : The Whole Hog (TV) : Giles
- 1989 : Wilt (en) de Michael Tuchner : Inspector Flint
- 1989 : The Tall Guy (+ réalisation) : Drunken Man
- 1989 : Smith and Jones in Small Doses (série télévisée) : Personnages variés (unknown episodes)
- 1989 : The Wolves of Willoughby Chase de Stuart Orme : Mr. Grimshaw
- 1991 : Sacré Père Noël (Father Christmas) : Le père Noël (voix)
- 1992 : Brain Donors de Dennis Dugan : Rocco Melonchek
- 1994 : Milner (TV) : Stephen Milner
- 1994 : Art Deco Detective de Philippe Mora : Porno Movie Director
- 1996 : La Nuit des rois (Twelfth Night: Or What You Will) de Trevor Nunn : Sir Toby Belch
- 2001 : Comic Relief: Say Pants to Poverty (TV) : Colin
- 2001 : Rouge à lèvres et arme à feu (High Heels and Low Lifes) (+ réalisation) : Man at train station
- 2005 : Allegiance de Brian Gilbert : Winston Churchill
- 2006 : The Riddle (en) de Brendan Foley (en)
- 2006 : Le Mystère de Sittaford (TV) : John Enderby
- 2010 : My Angel de Stephen Cookson : Uncle Richard

### Réalisateur
- 1989 : The Tall Guy
- 1990 : Dream On ("Dream On") (série télévisée)
- 1994 : Radioland Murders
- 1997 : Bean, le film le plus catastrophe (Bean)
- 2001 : Rouge à lèvres et arme à feu (High Heels and Low Lifes)
- 2003 : Blackball

### Scénariste
- 2003 : Blackball
- 1984 : Alas Smith & Jones (série télévisée)
- 1985 : Les Débiles de l'espace (Morons from Outer Space)